# Jezioro Kopanickie
Jezioro Kopanickie – jezioro w woj. wielkopolskim, w pow. wolsztyńskim, w gminie Siedlec, leżące na terenie Bruzdy Zbąszyńskiej.

## Charakterystyka
Jest zbiornikiem przepływowym, pierwszym w ciągu Jezior Zbąszyńskich.
Rzeka Obra (Północny Kanał Obry) przepływa przez jezioro z południa na północ i odpływa, poprzez przesmyk do Jeziora Wielkowiejskiego. Zbiornik nie jest wykorzystywany rekreacyjnie.

## Morfometria
Powierzchnia zwierciadła wody według różnych źródeł wynosi od 37,4 ha do 37,5 ha.
Zwierciadło wody położone jest na wysokości 52,0 m n.p.m. lub 53,0 m n.p.m.. Średnia głębokość jeziora wynosi 1,8 m, natomiast głębokość maksymalna 2,8 m.
W oparciu o badania przeprowadzone w 2002 roku wody jeziora zaliczono wody jeziora zaliczono do wód pozaklasowych i poza kategorią podatności na degradację.